# Закрос
35°05′53″ пн. ш. 26°15′41″ сх. д. / 35.098055555556° пн. ш. 26.261388888889° сх. д.
Закрос (грец. Ζάκρος) — давньогрецьке місто на східному узбережжі острова Крит, один з найважливіших археологічних об'єктів Криту.

## Історія
У Закросі знаходяться руїни будівель мінойської цивілізації, у тому числі одного з критських палаців. Вважається, що Закрос був одним з чотирьох адміністративних центрів стародавнього Криту, його стратегічне положення і добре укріплена гавань робили місто найважливішим торговим центром, орієнтованим на Малу Азію.

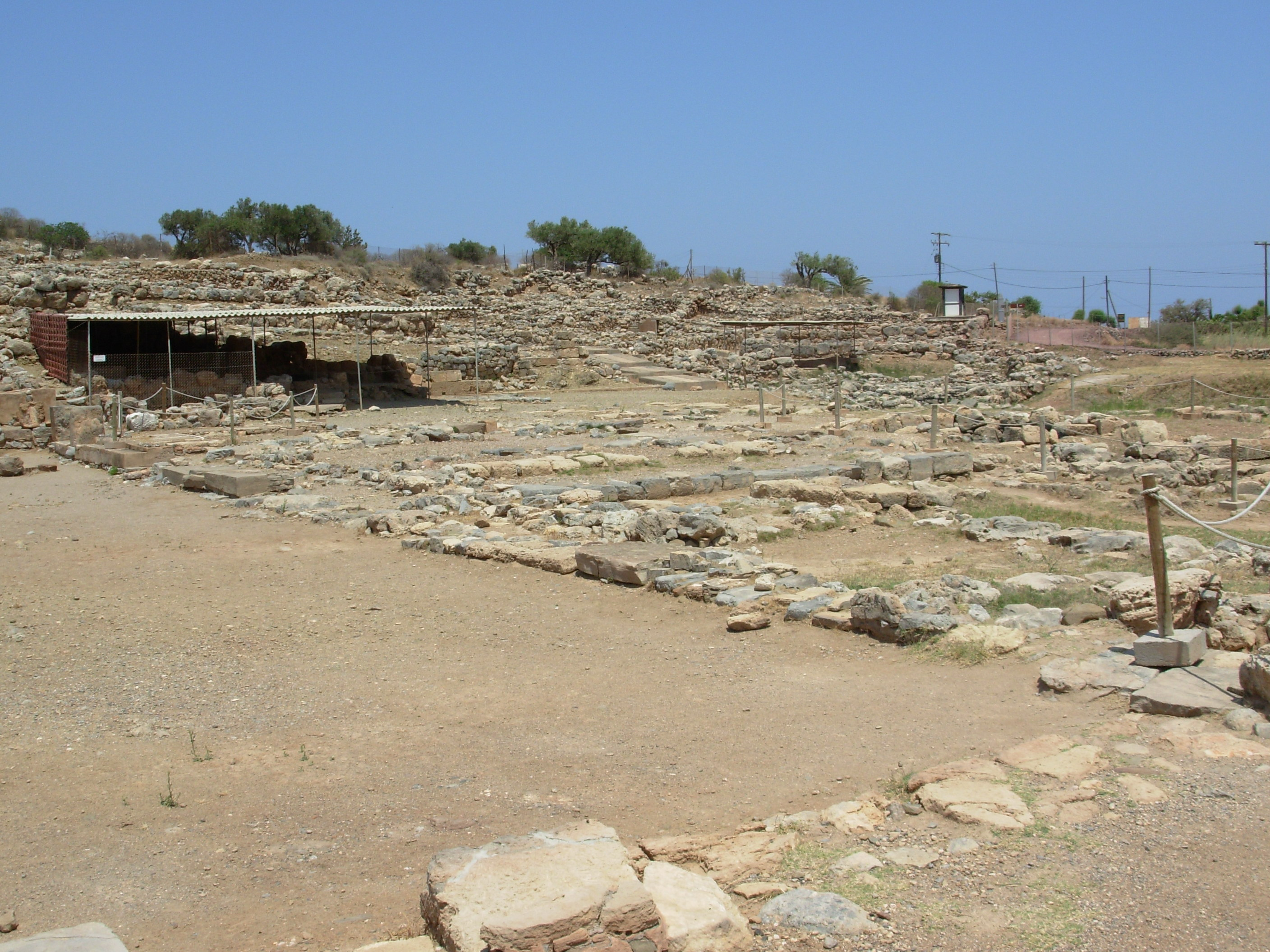
Като-Закрос

Влада в місті належала владиці палацу у Закросе, побудованого близько 1900 до н. е. Приблизно в 1600 році до н. е. палац був перебудований і проіснував ще 150 років, до 1450 р. до н. е. У цей час палац і місто були зруйновані, як і інші головні центри мінойської цивілізації, за винятком Кносса.

## Археологія
Першим археологом, що працював у Закросі, був Д. Дж. Говард з експедицією Британської археологічної школи в Афінах. Експедицією було відкрито 12 будівель. У 1961 році розкопки продовжив Ніколаос Платон, який виявив палац. Було знайдено кілька глиняних табличок лінійного письма А. Також археологи знайшли стародавній лабіринт, схожий на лабіринти в Кноссі та Фесті. Артефакти, знайдені у Закроському палаці, нині експонуються в археологічному музеї Іракліону.
Закрос іноді поділяють на Верхній Закрос (Епано-Закрос) — частина міста, розташована на пагорбах, і Нижній Закрос (Като-Закрос) — на морському узбережжі. Обидві частини перетинає знаменита «ущелина мертвих», названа так через численні поховання, виявлені у розташованих вздовж нього печерах. Верхній Закрос знаходиться за 38 км від міста Сітія. Дорога туди проходить через селище Палекастро, де повертає на південь.